# Etnopsichiatria (saggio)
Etnopsichiatria è un saggio dello neuropsichiatra Piero Coppo, nel quale viene descritto il grande potenziale scientifico della nuova disciplina che, come ricorda Coppo, viene definita dall'unione delle parole etnos, ossia razza, tribù, famiglia, psyché, ossia spirito e soffio vitale, iatréia, ossia l'arte di prendersi cura. Quindi la etnopsichiatria studia disagi e disturbi associandoli al contesto e allo stesso modo provvede alle cure.

## Contenuti
Coppo inizia il testo descrivendo la storia degli psichiatri coloniali e le figure di Franz Fanon, con la sua prima analisi della alienazione del colonizzato,  Thomas Adeove Lambo, con i suoi villaggi terapeutici di Aro, Henri Collomb, con il suo manicomio coloniale di Fann, Ernesto De Martino, con il suo diverso in casa. Quello che emerge dalle prime esperienze etnopsichiatriche africane è il grande desiderio di effettuare una sintesi olistica fra la medicina occidentale e quella tradizionale locale. Per rendere possibile questo connubio, i primi psichiatri africani, come ad esempio Lambo, hanno fondato centri di cura aperti non solamente ai familiari dei malati, ma anche ai guaritori indigeni. Inoltre, nel tentativo di immedesimarsi sempre più nella cultura, nelle tradizioni e nella sofferenza del malato, i padri della etnopsichiatria africana hanno ideato, con qualche anno in anticipo rispetto all'esperienza italiana di Franco Basaglia, una serie di momenti di incontri, sotto forma di assemblee aperte a tutte le componenti, da quella infermieristica a quella parentale, senza escludere gli ospiti esterni. Questi centri, come quello di Dakar, sono diventati meta di pellegrinaggio di studiosi interdisciplinari provenienti da tutto il mondo, che insieme hanno creato anche importanti riviste scientifiche quali Psycopathologie Africaine.
Coppo spiega nei capitoli seguenti le diverse ragioni della follia, cangianti a seconda della cultura e della visione del mondo peculiare ad ogni cultura. L'autore evidenzia che alcune malattie nevrotiche-psicotiche sono poco diffuse in alcune parti del mondo, come Asia e Africa, mentre altre sindromi sembrerebbero inevitabilmente legate alla cultura, valga per tutte l'esempio del koro, malattia notata nel Sud-Est asiatico.
L'ultima parte del libro è dedicata al tipo di terapia da utilizzare a seconda del contesto culturale.

## Edizioni
- Piero Coppo, Etnopsichiatria, Il Saggiatore, 1999,  pp.125 , cap.9.